# سیارک ۲۰۳۱۳
سیارک ۲۰۳۱۳ (به انگلیسی: 20313 Fredrikson، نامگذاری:1998FM122) بیست هزار و سیصد و سیزدهمین سیارک کشف شده‌است که در ۲۰ مارس ۱۹۹۸ کشف شد.
قدر مطلق سیارک برابر ۱۲.۳ است.